# Івано-Шийчине
Іва́но-Ши́йчине (Івано-Шийчино) — село у Богодухівській міській громаді Богодухівського району Харківської області України.
- Поштове відділення: Івано-Шийчинське

## Географія
Село Івано-Шийчине витягнуто більше ніж на 7 км, знаходиться на обох берегах річки Братениця та її правого безіменного притоку. На річці гребля, яке утворює Івано-Шийчинське водосховище. За 1 км на схід знаходиться село Братениця.

## Історія
1785 рік — дата заснування.
Село постраждало внаслідок геноциду українського народу, проведеного урядом СССР в 1932—1933 роках, кількість встановлених жертв в Івано-Шийчиному, Булатові, Наказні, Острасі, Удовенках, Червоній Долині  — 267 людей.
12 червня 2020 року, відповідно до розпорядження Кабінету Міністрів України № 725-р «Про визначення адміністративних центрів та затвердження територій територіальних громад Харківської області», село увійшло до Богодухівської міської громади.
19 липня 2020 року, в результаті адміністративно-територіальної реформи та ліквідації Богодухівського району (1923—2020), село увійшло до складу новоутвореного Богодухівського району Харківської області.

## Економіка
- У селі є кілька молочно-товарних і птахо-товарна ферм.
- СТОВ «ім. ВАТУТІНА», вирощування зернових культур, свиней, ВРХ.